# Pietro Pizzo
Pietro Pizzo (Marsala, 31 luglio 1940) è un politico italiano.

## Biografia
Figlio di Francesco Pizzo, che fu sindaco di Marsala dal '57 al '59 ed assessore regionale socialista.
Laureatosi in giurisprudenza, inizia la carriera politica per il Partito Socialista Italiano nel 1964 come consigliere e assessore comunale nella sua città. 
Nel 1971 è eletto Deputato all'ARS nel collegio provinciale di Trapani nella lista PSI e lo resta per tre legislature, fino al 1987. Viene nominato assessore regionale al commercio, artigianato e pesca (1979-1980) nella giunta del presidente della regione Piersanti Mattarella, e al Turismo, comunicazione e trasporti in quella di Rosario Nicolosi (1983-1987).
Riceve il premio internazionale Pavese Azzurro nel 1980, per aver promosso e fatto approvare la legge regionale sulla pesca del 2-01-1980.Ha promosso la legge regionale sull'impiantistica sportiva che prevedeva un contributo del 40% a fondo perduto per la realizzazione di impianti sportivi.
Da assessore regionale al turismo e sport ha organizzato diversi eventi di notevole importanza, coinvolgendo artisti nazionali e internazionali; e per lo sport alcuni partite di beneficenza e mondiali di pugilato, fra i quali l'incontro Parlov - Johnson nel 1978.
Viene eletto nel 1987 Senatore della Repubblica Italiana nella X Legislatura e confermato nell'XI (1992-1994), nel collegio di Trapani nelle file del Partito Socialista Italiano. Nello stesso periodo è dal 1990 al 1991 sindaco di Marsala.
Vice presidente della commissione Bilancio dal 1987 al 1992, e della commissione Industria, commercio e turismo del Senato dal 1992 al 1994. Non è rieletto nel 1994.
Segretario provinciale del Nuovo Psi, nel 2001 è stato presidente del consiglio comunale di Marsala, fino al 2004 quando, dopo l'arresto, è sospeso dalle funzioni.

### Procedimenti giudiziari
Nel 1993 la giunta per le autorizzazioni del Senato ha chiesto l'autorizzazione a procedere nei suoi confronti per l'accusa di concussione e ricettazione di antichità d'arte, respinta dall'aula.
Viene arrestato nel 2004 con l'accusa di voto di scambio elettorale politico mafioso per le elezioni regionali del 2001, è condannato nel 2007 in primo grado dal Tribunale di Marsala a 4 anni, tre indultati, per voto di scambio politico mafioso. Assolto nel 2009 dalla Corte d'appello di Palermo, la Cassazione ha poi annullato con rinvio la sentenza d'appello, ma nel 2012 nel nuovo processo d'appello lo stesso procuratore generale, chiede di certificare la prescrizione avvenuta nel frattempo.
Nel 2017 è indagato per omicidio colposo, per la morte di un operaio nella sua piscina. Il procedimento è archiviato nel 2019.